# مسجد رشید قلعه‌بیگی
مسجد رشید قلعه بیگی درضلع جنوبی بازار سنندج قرار دارد. این مسجد در اوایل حکومت قاجار ساخته شده و از قدیمی‌ترین مساجد استان کردستان است. 
پلان مسجد شبستانی دو طبقه با ستون‌های چوبی است. ورودی آن نیم هشتی با قوس‌های متداخل نیم دایره (هلال)، خواجه‌نشین و سکوهای اطراف و طاق نماهای متعدد از نوع قوس کلیل با بافت خفته – راسته آجری است. حیاط آن چهارضلعی و دارای آب‌نما است. ورودی بنا پله‌دار است و از دو طرف صحن مسجد به ایوان و شبستان که دارای ستون چوبی است، راه می یابد. طاق نماهای آجری بیرونی و داخلی از ویژگی‌های تزیینات معماری این مسجد محسوب می‌شود. مسجد رشید قلعه بیگی دارای اتاق‌هایی در طبقه اول و دوم است که در اصطلاح محلی به آن‌ها «اتاق فقیه» (طلاب علوم دینی) می‌گویند. این مسجد به سبک مسجدهای منطقه کردستان ساخته شده و کلیه ویژگی‌های این مساجد یعنی شبستان ستون دار چوبی (به ویژه چهارستون)، ایوان سمت حیاط و ایوان دیگری رو به سمت جنوب را دارا است.